# Changan Lumin
Changan Lumin – elektryczny samochód osobowy klasy miejskiej produkowany pod chińską marką Changan od 2022 roku.

## Historia i opis modelu

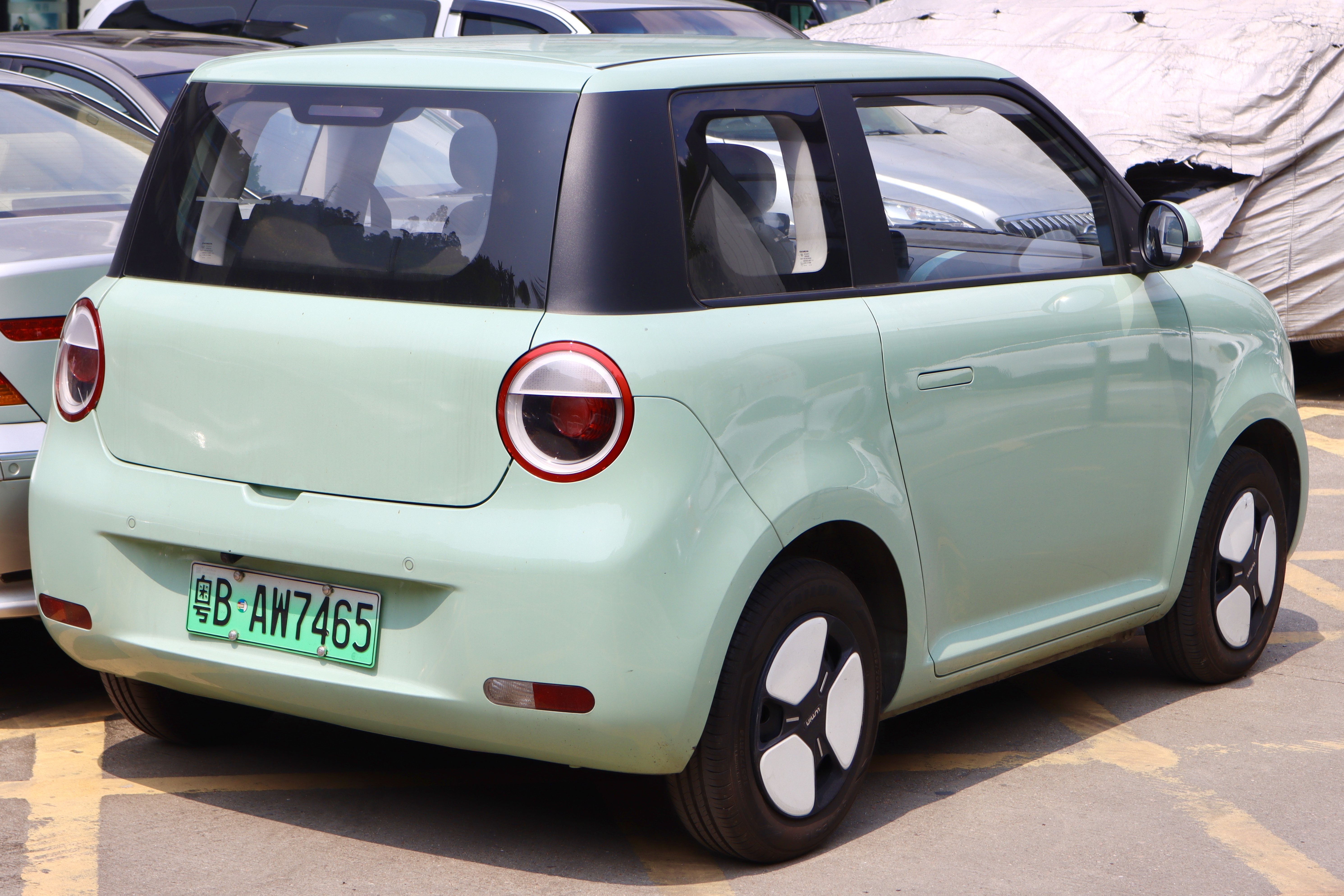
Changan Lumin - tył

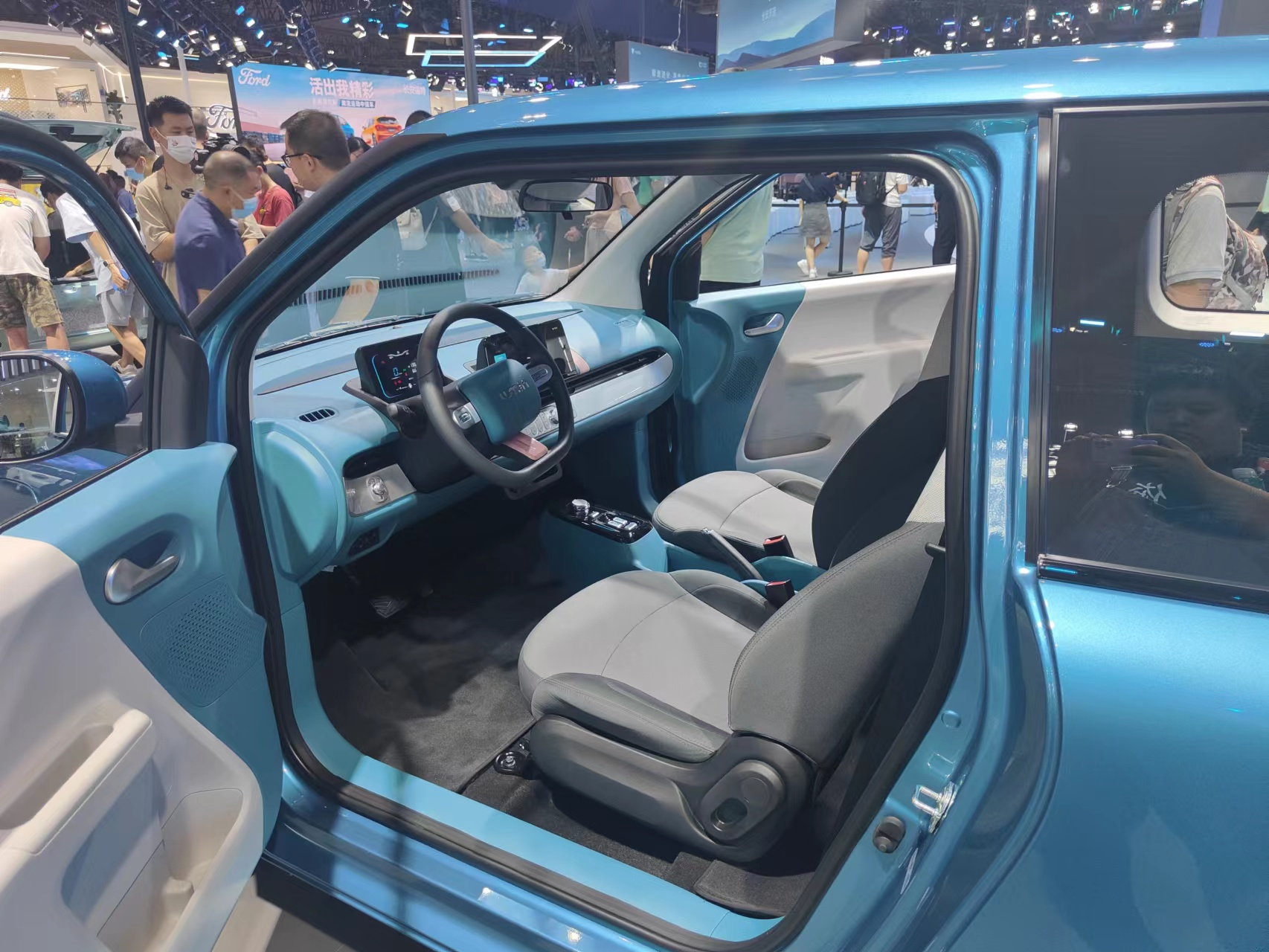
Changan Lumin - kokpit

W kwietniu 2022 roku chiński producent Changan zaprezentował nowego miejskiego hatchbacka, tworząc nową linię modelową Lumin dedykowaną przystępnym cenowo samochodom elektrycznym. Niewielki 3-drzwiowy model utrzymany został w nowoczesnym wzornictwie, wyróżniając się krągłą sylwetką z charakterystycznymi, okrągłymi reflektorami i lampami tylnymi oraz dwubarwnie malowaną karoserią. Modułowa platforma EPA0 pozwoliła na wygospodarowanie przestrzeni w kabinie dla 4 pasażerów.
Wnętrze Changana Lumin utrzymano w minimalistycznym, prostym wzornictwie ograniczającym powierzchnie z przyrządami do minimum. Deskę rozdzielczą zdominował 10,25 calowy dotykowy ekran systemu multimedialnego, a wyposażenie standardowe utrzymało bogaty poziom z m.in. radiem, nawigacją, łącznością z interfejsami dla smartfonów i adaptacyjnym tempomatem.

### Sprzedaż
Elektryczny miejski hatchback zbudowany został z myślą o wewnętrznym rynku chińskim, gdzie sprzedaż rozpoczęła się dwa miesiące po debiucie, w czerwcu 2022. Changan Lumin pozycjonowany jest jako tani, miejski samochód, w momencie debiutu oferowany w cenie rozpoczynającej się od 48 900 juanów i stanowiąc konkurencję dla intensywnie rozwijającego się rynku podobnych konstrukcji w Chinach.

### Dane techniczne
Changan Lumin to samochód elektryczny o typowo miejskim przeznaczeniu, który trafił do sprzedaży z silnikiem elektrycznym o mocy 41 KM pozwalający na rozpędzenie się maksymalnie do 101 km/h. Pojazd dostępny jest z dwoma pakietami baterii dostarczanymi przez chińską firmę CATL, wyrózniając się pojemnością 13 kWh lub 18 kWh. Pierwszy pakiet pozwala na przejechanie na jednym ładowaniu ok. 155 kilometrów, a droższy osiąga do 210 kilometrów zasięgu przy jednym ładowaniu.